# Анна Ґостинська

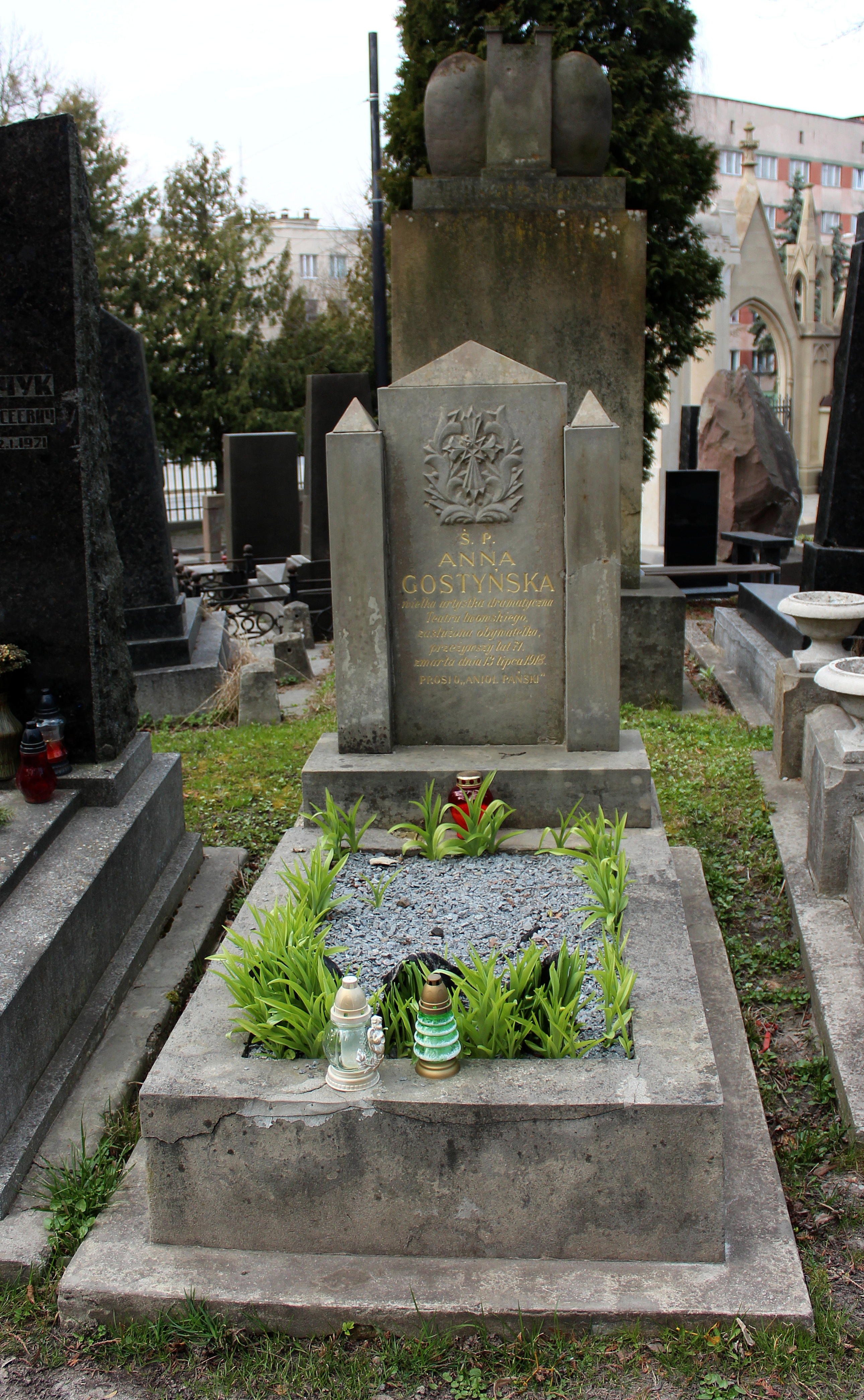
Пам'ятник на могилі Анни Гостинської

Анна Берта Ґостинська (пол. Anna Gostyńska; нар. 14 червня 1847, Варшава — пом. 13 липня 1918, Львів) — польська акторка, театральна режисерка. Майже 40 років присвятила львівській сцені.

## Життєпис
На сцені Анна Ґостинська вперше виступила в літньому театрі «Pod Lipą» у Варшаві 10 червня 1873 року. Потім грала в провінційних трупах Королівства Польського. Керувала театром, який виступав у Замості та Влодаві в сезоні 1877—1878 років. Співпрацювала також із театрами в Лодзі та Любліні. Майже 40 років присвятила львівській сцені — спочатку театрові Скарбека, а потім Великому міському театрові, до якого її залучив режисер Ян Добжанський 1880 року. З цією сценою акторка залишалася пов'язана до кінця життя.
Вона дебютувала у львівському театрі 12 квітня 1880 року, ще під дошлюбним прізвищем Дудтув. У Львові її називали однією з найвидатніших польських акторок. Критика відзначала психологічну правдивість і реалістичність її персонажок, чудове відчуття епохи та стилю. Діапазон її сценічних здібностей був величезний — Ґостинська виконувала характерні ролі, що підкреслювали її великий талант, зокрема пані Дульської в «Моралі пані Дульської», Вдови у «Балладині», Господині у «Весіллі». Інші помітні ролі Анни Ґостинської: Дорота в «Краків'янах і горянах», Йов'яльська в «Пані Йов'яльському», Аза в «Пері Ґюнті», пані Пернель у «Тартюфі», Дорота у «Великих шишках», Матильда в «Адамі і Марилі». Також брала участь в оперних та оперетних спектаклях. У складі львівської трупи виступала на польських та зарубіжних сценах (Краків, Париж, Відень). У Львові двічі відбулися ювілейні святкування з нагоди роковин творчості Анни Ґостинської, у 1898 та 1910 роках.
Похована на Личаківському цвинтарі, на Алеї заслужених людей, поряд із могилою Габрієлі Запольської.